# Paddy Madden
Patrick Madden, detto Paddy (Dublino, 4 marzo 1990), è un calciatore irlandese, attaccante del Chesterfield.

## Carriera

### Club
Ha giocato nella prima divisione irlandese e nella seconda divisione inglese.

### Nazionale
Ha debuttato in selezione irlandese Under-21 nel novembre 2009 contro l'Armenia. Nel 2013 ha giocato la sua unica partita in carriera con la nazionale maggiore.

## Statistiche

### Presenze e reti nei club
Statistiche aggiornate al 14 luglio 2020.
| Stagione              | Squadra               | Campionato            | Campionato | Campionato | Coppe nazionali | Coppe nazionali | Coppe nazionali | Coppe continentali | Coppe continentali | Coppe continentali | Altre coppe | Altre coppe | Altre coppe | Totale | Totale |
| Stagione              | Squadra               | Comp                  | Pres       | Reti       | Comp            | Pres            | Reti            | Comp               | Pres               | Reti               | Comp        | Pres        | Reti        | Pres   | Reti   |
| --------------------- | --------------------- | --------------------- | ---------- | ---------- | --------------- | --------------- | --------------- | ------------------ | ------------------ | ------------------ | ----------- | ----------- | ----------- | ------ | ------ |
| 2008                  | Bohemian              | PD                    | 1          | 0          | FAICup+CdL      | 0+0             | 0               | -                  | -                  | -                  | -           | -           | -           | 1      | 0      |
| gen.-giu. 2009        | Shelbourne            | FD                    | 14         | 6          | FAICup+CdL      | 0+2             | 2               | -                  | -                  | -                  | -           | -           | -           | 16     | 8      |
| giu.-dic. 2009        | Bohemian              | PD                    | 18         | 4          | FAICup+CdL      | 3+0             | 0               | UCL                | 1                  | 0                  | SsC         | 1           | 0           | 23     | 4      |
| 2010                  | Bohemian              | PD                    | 34         | 10         | FAICup+CdL      | 3+0             | 4               | UCL                | 2                  | 0                  | SsC         | 5           | 2           | 44     | 16     |
| Totale Bohemian       | Totale Bohemian       | Totale Bohemian       | 53         | 14         |                 | 6               | 4               |                    | 3                  | 0                  |             | 6           | 2           | 68     | 20     |
| gen.-giu. 2011        | Carlisle Utd          | FL1                   | 13         | 0          | FACup+CdL       | 0+0             | 0               | -                  | -                  | -                  | FLT         | 1           | 0           | 14     | 0      |
| 2011-2012             | Carlisle Utd          | FL1                   | 18         | 1          | FACup+CdL       | 1+0             | 0               | -                  | -                  | -                  | FLT         | 0           | 0           | 19     | 1      |
| ago.-set. 2012        | Carlisle Utd          | FL1                   | 1          | 1          | FACup+CdL       | 0+1             | 0               | -                  | -                  | -                  | FLT         | 1           | 0           | 3      | 1      |
| Totale Carlisle Utd   | Totale Carlisle Utd   | Totale Carlisle Utd   | 32         | 2          |                 | 2               | 0               |                    | -                  | -                  |             | 2           | 0           | 36     | 2      |
| 2012-2013             | Yeovil Town           | FL1                   | 35+3       | 22+1       | FACup+CdL       | 1+0             | 0               | -                  | -                  | -                  | FLT         | -           | -           | 39     | 23     |
| 2013-gen. 2014        | Yeovil Town           | FLC                   | 9          | 0          | FACup+CdL       | 0+1             | 0               | -                  | -                  | -                  | -           | -           | -           | 10     | 0      |
| Totale Yeovil Town    | Totale Yeovil Town    | Totale Yeovil Town    | 44+3       | 22+1       |                 | 2               | 0               |                    | -                  | -                  |             | -           | -           | 49     | 23     |
| gen.-giu. 2014        | Scunthorpe Utd        | FL2                   | 21         | 5          | FACup+CdL       | 0+0             | 0               | -                  | -                  | -                  | FLT         | 0           | 0           | 21     | 5      |
| 2014-2015             | Scunthorpe Utd        | FL1                   | 46         | 14         | FACup+CdL       | 5+2             | 2+0             | -                  | -                  | -                  | FLT         | 2           | 1           | 55     | 17     |
| 2015-2016             | Scunthorpe Utd        | FL1                   | 46         | 20         | FACup+CdL       | 4+1             | 2+1             | -                  | -                  | -                  | FLT         | 1           | 0           | 52     | 23     |
| 2016-2017             | Scunthorpe Utd        | FL1                   | 34         | 11         | FACup+CdL       | 1+0             | 0               | -                  | -                  | -                  | FLT         | 5           | 0           | 40     | 11     |
| 2017-gen. 2018        | Scunthorpe Utd        | FL1                   | 20         | 2          | FACup+CdL       | 2+2             | 0+2             | -                  | -                  | -                  | FLT         | 4           | 0           | 28     | 4      |
| Totale Scunthorpe Utd | Totale Scunthorpe Utd | Totale Scunthorpe Utd | 167        | 52         |                 | 16              | 7               |                    | -                  | -                  |             | 12          | 1           | 195    | 60     |
| gen.-giu. 2018        | Fleetwood Town        | FL1                   | 20         | 6          | FACup+CdL       | -               |                 | -                  | -                  | -                  | FLT         | -           | -           | 20     | 6      |
| 2018-2019             | Fleetwood Town        | FL1                   | 44         | 15         | FACup+CdL       | 3+2             | 4+0             | -                  | -                  | -                  | FLT         | 0           | 0           | 49     | 19     |
| 2019-2020             | Fleetwood Town        | FL1                   | 35         | 15         | FACup+CdL       | 3+1             | 1+0             | -                  | -                  | -                  | FLT         | 4           | 3           | 43     | 19     |
| Totale Fleetwood Town | Totale Fleetwood Town | Totale Fleetwood Town | 99         | 36         |                 | 9               | 5               |                    | -                  | -                  |             | 4           | 3           | 112    | 44     |
| Totale carriera       | Totale carriera       | Totale carriera       | 412        | 133        |                 | 37              | 18              |                    | 3                  | 0                  |             | 21          | 5           | 476    | 157    |

### Cronologia presenze e reti in nazionale
| Cronologia completa delle presenze e delle reti in nazionale ― Irlanda | Cronologia completa delle presenze e delle reti in nazionale ― Irlanda | Cronologia completa delle presenze e delle reti in nazionale ― Irlanda | Cronologia completa delle presenze e delle reti in nazionale ― Irlanda | Cronologia completa delle presenze e delle reti in nazionale ― Irlanda | Cronologia completa delle presenze e delle reti in nazionale ― Irlanda | Cronologia completa delle presenze e delle reti in nazionale ― Irlanda | Cronologia completa delle presenze e delle reti in nazionale ― Irlanda |
| Data                                                                   | Città                                                                  | In casa                                                                | Risultato                                                              | Ospiti                                                                 | Competizione                                                           | Reti                                                                   | Note                                                                   |
| ---------------------------------------------------------------------- | ---------------------------------------------------------------------- | ---------------------------------------------------------------------- | ---------------------------------------------------------------------- | ---------------------------------------------------------------------- | ---------------------------------------------------------------------- | ---------------------------------------------------------------------- | ---------------------------------------------------------------------- |
| 14-8-2013                                                              | Cardiff                                                                | Galles                                                                 | 0 – 0                                                                  | Irlanda                                                                | Amichevole                                                             | -                                                                      | 69’                                                                    |
| Totale                                                                 |                                                                        | Presenze                                                               | 1                                                                      |                                                                        | Reti                                                                   | 0                                                                      |                                                                        |

## Palmarès

### Club

#### Competizioni nazionali
- Campionato irlandese: 1

Bohemians: 2008
- Coppa d'Irlanda: 1

Bohemians: 2008
- National League: 1

Stockport County: 2021-2022
- Campionato inglese di quarta divisione: 1

Stockport County: 2023-2024

#### Competizioni internazionali
- Setanta Sports Cup: 1

Bohemians: 2009-2010

### Individuale
- Capocannoniere della FAI Cup: 1

2010 (4 reti)
- Capocannoniere della Football League One: 1

2012-2013 (23 reti)